# لامبروس كونتاغيانيس
لامبروس كونتاغيانيس (بالإسبانية: Lampros Kontogiannis)‏ (1 أغسطس 1988 في المكسيك - ) هو لاعب كرة قدم مكسيكي في مركز الوسط. لعب مع تايجرز أونال ونادي أمريكا ونادي كوريكامينوس ‏ ونادي خواريز و ونادي ميلغار أريكيبا وAlbinegros de Orizaba ‏.

## روابط خارجية
- لامبروس كونتاغيانيس على موقع قاعدة بيانات كرة القدم.إي يو (الإنجليزية)
- لامبروس كونتاغيانيس على موقع Soccerway.com (الإنجليزية)